# Salon des peintres témoins de leur temps
Le Salon des peintres témoins de leur temps est une exposition d'art annuelle (mars-avril-mai) fondée par Isis Kischka en 1948 ou 1951. Les expositions se tiennent d’abord au Musée d'Art moderne de Paris puis au Palais Galliera à Paris.
Jusqu’en 1982, une centaine d’artistes exposent chaque année autour de thématiques variées, en mettant en avant l'art figuratif. Certaines éditions sont marquées par des affiches réalisées par des figures majeures de l’art moderne, comme Fernand Léger, Pablo Picasso et Kees Van Dongen. Chaque édition donne lieu à la publication d’un catalogue, coordonné par Isis Kischka, intégrant esquisses, dessins et autographes d’artistes et d’écrivains participants.
Depuis 2004, le Musée d’Art et d’Histoire de Meudon conserve un fond lié aux envois à Isis Kischka en préparation à l’édition de ces catalogues. Cette collection, donnée au musée, avait initialement fait l’objet d’un catalogue en préparation d’une vente aux enchères organisée par Osenat les 20 et 21 janvier 2001 à Fontainebleau, annulée à la suite d’une décision judiciaire. Il comprend environ 4 600 œuvres inventoriées, incluant des dessins, affiches des Salons et autographes. Un fonds documentaire vient compléter cet ensemble, constitué d’albums regroupant des articles de presse et des photographies d’époque.
En 2023 le musée Jean-Couty de Lyon présente des œuvres d'une quarantaine d'artistes du XXe siècle ayant exposé au Salon des peintres témoins de leur temps,.

## Thèmes du salon
- 1951 : Le travail
- 1952 : (pas de salon)
- 1953 : Le dimanche
- 1954 : L'homme dans la ville
- 1955 : Le bonheur
- 1956 : Réhabilitation du portrait
- 1957 : Le sport
- 1958 : Les Parisiennes
- 1959 : L'âge mécanique
- 1959 : Floralies internationales
- 1960 : La jeunesse
- 1961 : Richesses de la France
- 1962 : Routes et chemins
- 1963 : L'événement
- 1964 : L'amour
- 1965 : Le pain et le vin
- 1966 : Les Français
- 1967 : La chanson
- 1968 : L'année 1967
- 1969 : La recherche et les conquêtes de la science
- 1969 : Art et travail
- 1970 : Le rêve
- 1971 : Beautés de l'Europe
- 1972 : Que l'homme figure…
- 1973 : La vie des choses
- 1974 : La rue[5]
- 1975 : Comme il vous plaira
- 1976 : La vie paysanne
- 1977 : La fête
- 1978 : (pas de salon)
- 1979 : Les vacances
- 1980 : La maison
- 1981 : (pas de salon)
- 1982 : Les quatre saisons
- 1983 : Les hommes et les bêtes (prévu non réalisé)

## Artistes exposants (sélection)
- Tony Agostini
- Paul Aïzpiri
- Jean-Pierre Alaux
- Yvette Alde
- Paul Ambille
- Pierre Ambrogiani
- Jean Aujame
- Eugène Baboulène
- Jean-Claude Bédard
- Marguerite Bermond
- Louis Berthomme Saint-André
- Roger Bezombes
- Raymond Biaussat
- Jordi Bonàs
- Andrée Bordeaux-Le Pecq
- Robert Bouquillon
- Georges Braque
- Yves Brayer
- Bernard Buffet
- Maurice Buffet
- Rodolphe Caillaux
- Georges Capon
- Jean-Pierre Capron
- Nicolas Carrega
- Jean Carzou
- Marc Chagall
- Jack Chambrin
- Marcel Chassard
- Michel Ciry
- Antoni Clavé
- Paul Colin
- Paul Collomb
- Jean Commère
- Jean Couty
- Simone Dat
- Gabriel Dauchot
- François Desnoyer
- Raoul Dufy
- Jean Even
- André Fougeron
- Tsugouharu Foujita
- Jef Friboulet
- Pierre Garcia-Fons
- Raymond Georgein
- Pierre Gilles
- Paul Girol
- Édouard Goerg
- Francis Gruber
- Raymond Guerrier
- André Hambourg
- Arnaud d'Hauterives
- Henri Hayden
- Émile Hecq
- Fernand Herbo
- Camille Hilaire
- Franck Innocent
- Dan Jacobson
- Daniel du Janerand
- Jean Jansem
- Monique Journod
- Pierre Jutand
- Michel King
- Isis Kischka
- Moïse Kisling
- Germaine Lacaze
- Roland Lefranc
- Pierre Lelong
- Claude Lepape
- Roger Lersy
- André Lhote
- Katherine Librowicz
- Bernard Lorjou
- Édouard Georges Mac-Avoy
- André Marchand
- René Margotton
- Henri Matisse
- Frédéric Menguy
- Michel-Henry
- André Minaux
- Roger Montané
- Jean-Jacques Morvan.
- Yvonne Mottet.
- Jean Navarre
- José Palmeiro
- Michel Pandel
- Max Papart
- Lucile Passavant
- Pierre-Henry
- Édouard Pignon
- Joseph Pressmane
- Franz Priking
- Paul Rebeyrolle
- Marcel Roche
- Michel Rodde
- Gaëtan de Rosnay
- Georges Rouault
- Robert Savary
- Andrés Segovia
- Kostia Terechkovitch
- Éliane Thiollier
- Jacques Thiout
- Louis Toffoli
- Pierre-Yves Trémois
- Maurice Utrillo
- Kees van Dongen
- Maurice Verdier
- André Vignoles
- Viko
- Jacques Villon
- Jacques Voyet
- Henry de Waroquier
- Claude Weisbuch
- Jacques Yankel
- Gabriel Zendel
- Henry Simon

## Grand Prix à un artiste exposant
- 1953 : Jean Carzou (Grand prix du public)
- 1962 : Edouard Mac'Avoy
- 1963 : Jean Commère
- 1964 : Michel Kikoine
- 1965 : Maurice Savin
- 1966 : Blasco Mentor
- 1967 : Pierre Ambrogiani
- 1968 : André Fougeron
- 1969 : Antoniucci Volti
- 1970 : Lucien Gibert
- 1970 : Pierre-Henry
- 1971 : Yves Brayer
- 1972 : Pierre Lelong
- 1973 : Lucien Fontanarosa
- 1974 : Jean-Pierre Alaux
- 1975 : Jean Couty[6]
- 1976 : Gabriel Zendel
- 1977 : Louis Berthomme Saint-André
- 1979 : Simon Simon-Auguste (en)
- 1980 : René Collamarini
- 1982 : ?